# Doenjang-jjigae
Il doenjang-jjigae (된장찌개?, 된醬찌개?, toenjang-tchigaeMR, [twen.dʑaŋ.t͈ɕi.ɡɛ]) è uno stufato coreano tradizionale a base di doenjang (pasta di soia) con verdure, pesce e carne. È uno dei piatti più popolari della cucina coreana, mangiato indipendentemente dall'occasione. Inizialmente, la pasta di soia veniva preparata in casa, ma in seguito all'industrializzazione si è iniziato a usare quella prodotta dalle fabbriche.

## Storia
L'origine del doenjang è datata già al periodo dei Tre regni di Corea, quando la penisola viveva grazie ai terreni agricoli e alle poche e insufficienti fonti di carne. In cerca di proteine cucinabili velocemente, i contadini coreani cominciarono a ricavare il jang (salsa/pasta) da piante e semi diversi, come quelli di soia, alla base del primo doenjang mai prodotto. Una volta fermentati, questi semi diventavano una ricca risorsa di isoflavone, elemento che aiuta a prevenire malattie cardiovascolari.
Il doenjang viene nominato per la prima volta da funzionari e letterati nel Samguk sagi, registro storico dei Tre regni, che ne riportano l'uso alla cerimonia di nozze del re Sinmun di Silla (683 d.C.)
La prima forma del doenjang-jjigae era una zuppa a base di malva (menzionata per la prima volta da Yu Jung-rim nel 1700). In questa preparazione, le foglie di malva e di altre verdure vengono fatte bollire in un brodo di doenjang, poi servito insieme al riso. Dalla prima metà del Settecento, sono molte le regioni e le province della penisola a elaborare una propria ricetta, creando una varietà di zuppe che esistono ancora oggi.

## Descrizione

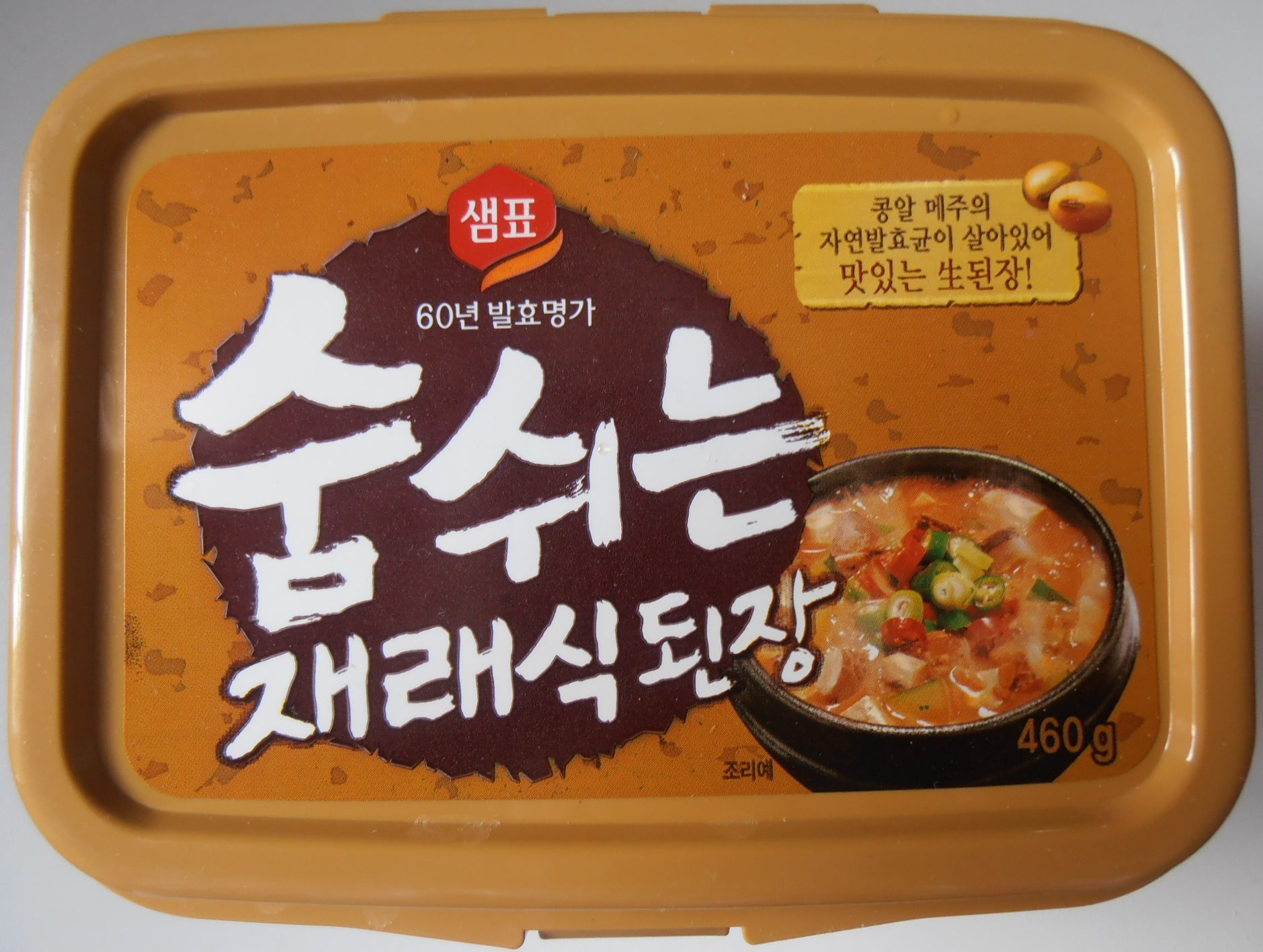
Doenjang prodotto in fabbrica.

Gli ingredienti utilizzati nello stufato sono diversi a seconda della provincia, ma quelli basilari sono il doenjang (pasta di soia fermentata), le acciughe sotto sale, il ravanello bianco, il peperoncino piccante coreano, l'aglio macinato, l'acqua, le cipolle, le zucchine e il tofu. Per rendere il tutto più sostanzioso, si può aggiungere la carne (di manzo) o il pesce (gamberi o piccoli molluschi), ingredienti che vanno a cambiarne il gusto. Se all'inizio questo stufato veniva fatto con doenjang preparato direttamente in casa, l'industrializzazione ha fatto sì che si cominciassero a usare prodotti di fabbrica, così da rendere più facile e veloce la preparazione. 

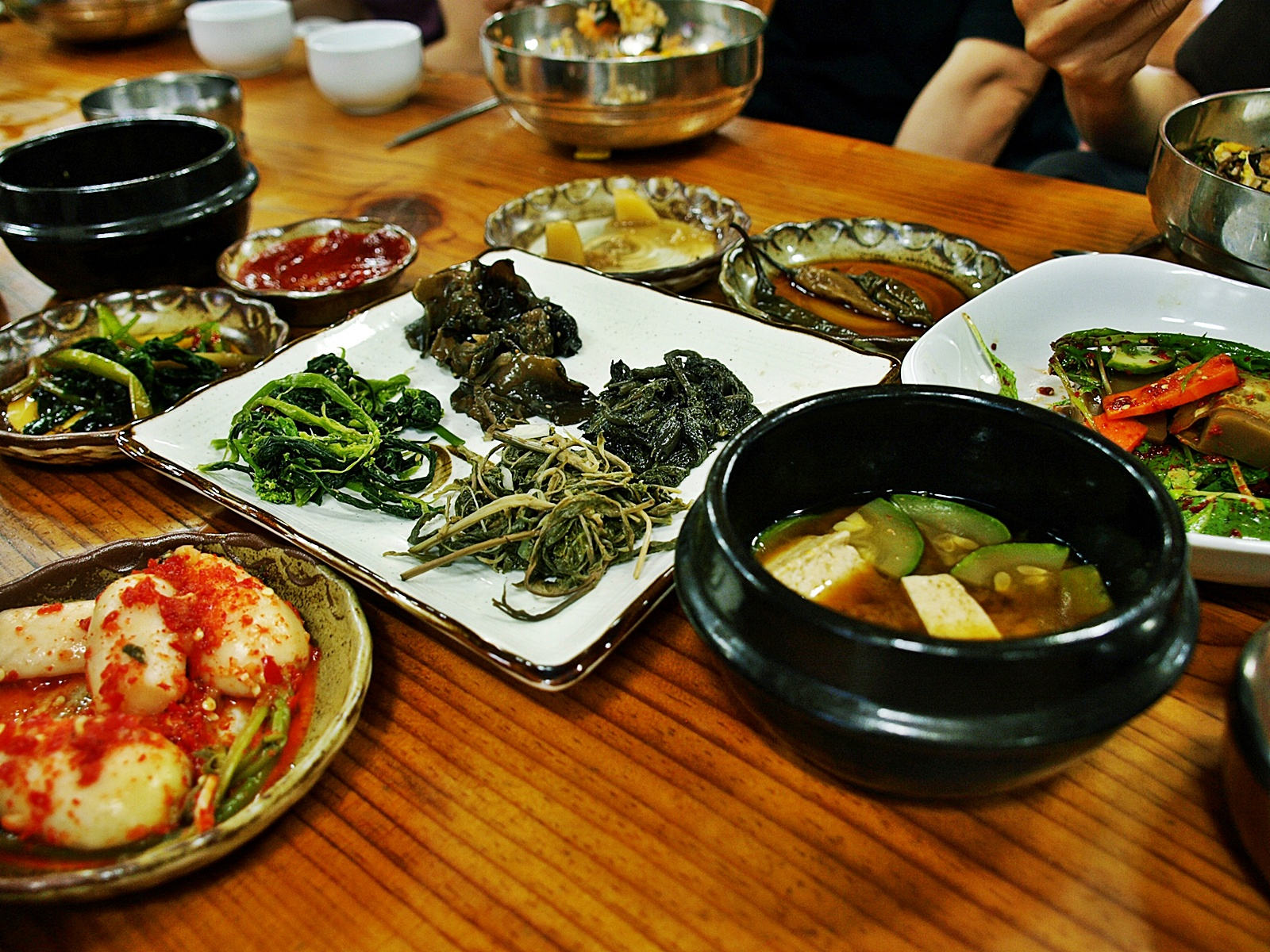
Doenjang-jjigae con banchan.

La preparazione del piatto inizia dal brodo, per cui le acciughe essiccate e il ravanello bianco vengono messi a bollire e poi mescolati con il doenjang e il peperoncino piccante; al termine della bollitura si tolgono le acciughe e si aggiungono la patata, le zucchine, la cipolla, il tofu e l'aglio tritato. 
Il doenjang-jjigae viene servito come piatto unico e diviso tra due o più persone, e può essere accompagnato da riso e banchan di carne o verdure. Esso stesso può accompagnare i barbecue a base di carne, essendo questa una combinazione sostanziosa e gustosa.

## Varianti
A seconda della presentazione, della regione e della preparazione, la cucina coreana è ricca di versioni diverse del doenjang-jjigae, distinguibili a seconda dell'ingrediente principale, indicato prima di doenjang-jjigae nel nome del piatto. 
- Kkotgae (granchio): il carapace e le zampe del granchio vengono aggiunte al brodo, dando un sapore più dolce.
- Chadolbaegi (brisket): la carne soffritta nell'olio si accompagna agli altri ingredienti.
- Bajirak (vongole di Manila): le vongole vengono aggiunte già cotte al doenjang-jjigae, a cui donano più sapidità.
- Sundubu (tofu morbido): il tofu denso viene utilizzato più spesso di quello morbido per lo stufato dal momento che quest'ultimo tende a disfarsi facilmente nel brodo, a meno che il piatto non sia destinato ai bambini.
- Dallae (erba cipollina selvatica): viene unita al brodo poco prima che questo bolla, rilasciando un sapore pungente ed erbaceo.
- Naengi (borsa di pastore): le radici della pianta vengono sbollentate in acqua calda e poi aggiunte al doenjang-jjigae già pronto, rendendolo piccante.
- Gang doenjang: le verdure sono saltate in padella con il doenjang e il gochujang. Il tutto viene poi messo a bollire in meno acqua del solito, fino a quando lo stufato raggiunge una consistenza densa.

## Benefici per la salute
Il doenjang contiene l'isoflavone, che aiuta a prevenire malattie cardiovascolari e osteoporosi, e la lecitina, che migliora l'attività cerebrale. È inoltre ricco di fibre, che prevengono la costipazione.